# Caulker (Familienname)
Caulker ist ein Familienname.
Er ist vor allem in Sierra Leone verbreitet. Im 17. und 18. Jahrhundert wurde die Siedlung von Tombo von der britischen Sklavenhandelsfamilie Caulker, kontrolliert. Viele von ihnen waren Chiefs auf Banana Islands.

## Namensträger
- Christian Caulker (* 1988), sierra-leonischer Fußballspieler
- Richard Canreba Caulker († 1900/1901), sierra-leonischer Stammeshäuptling
- Skinner Caulker, britisch-sierra-leonischer Sklavenhändler, siehe Cleveland-Grabstein
- Stephen Caulker († 1810), sierra-leonischer Stammeshäuptling
- Steven Caulker (* 1991), englisch-sierra-leonischer Fußballspieler
- Thomas Caulker (1669/1670–1700), britisch-sierra-leonischer Sklavenhändler, siehe Thomas Corker
- Thomas Caulker (um 1846–1859), Sohn von Richard Canreba Caulker
- Thomas Stephen Caulker († 1832), britischer Sklavenhändler, siehe Cleveland-Grabstein
- Thomas Neale-Caulker († 1898), sierra-leonischer Stammeshäuptling

## Website
- Sierra Leone Traditional States (englisch)